# فندق الودان

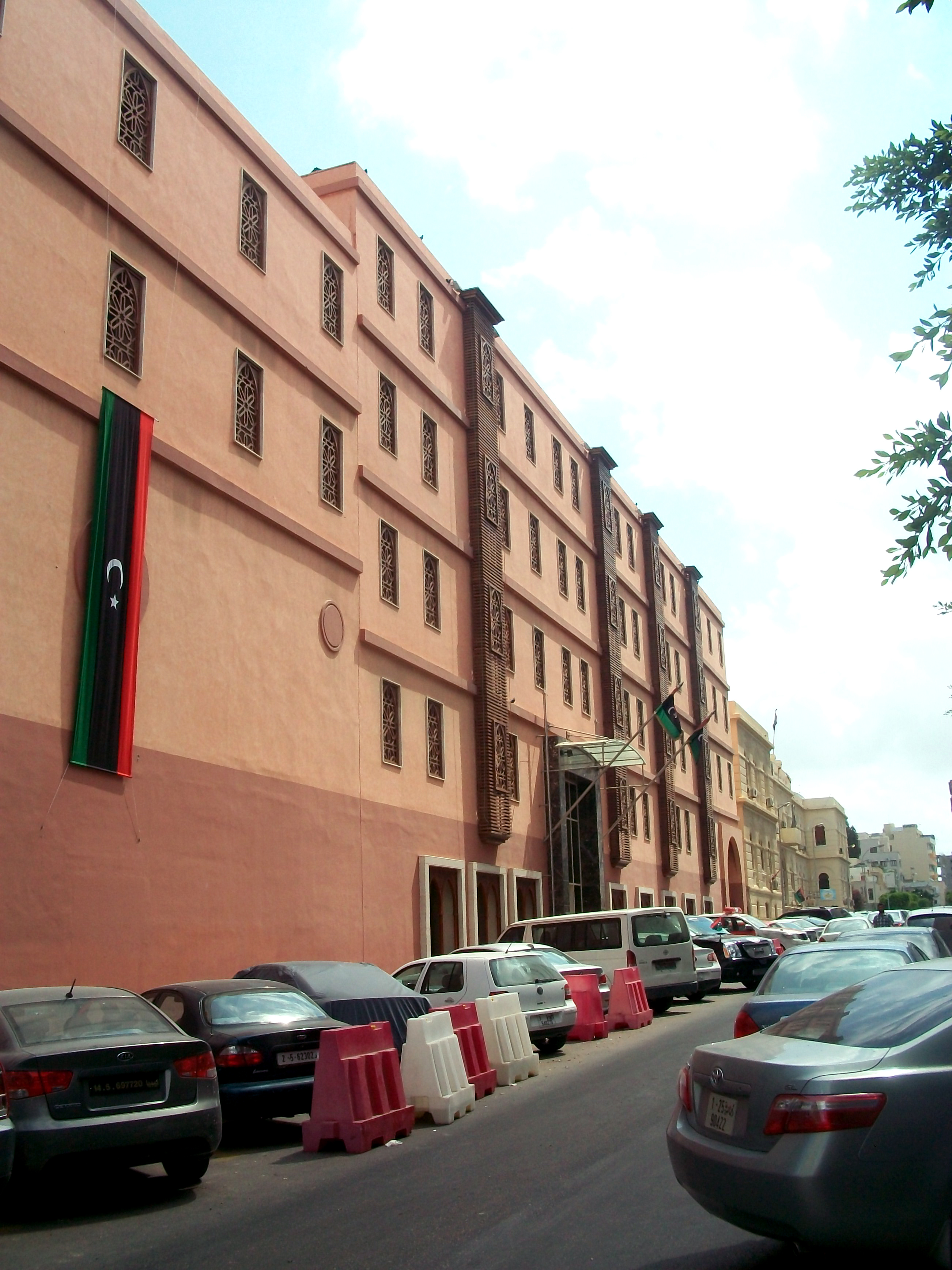
مدخل الفندق على شارع سيدي بن عيسى (سنة 2012).

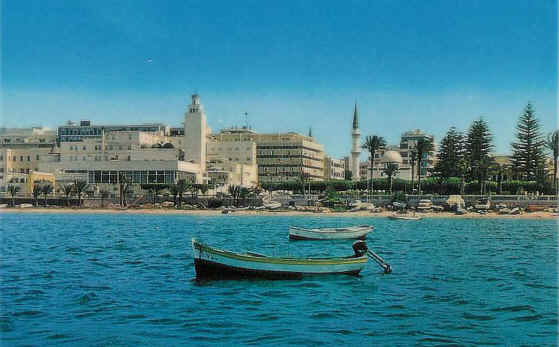
الفندق كما يبدو على يسار الصورة أوائل السبعينيات.

فندق الودّان في العاصمة الليبية طرابلس. أحد أقدم وأعرق الفنادق الليبية، بني إبان فترة الاستعمار الإيطالي لليبيا حيث تأسس في العام 1930. وكان يحتوي على صالة للرقص، وكازينو، ومسرح وداراً للسينما.
يقع الفندق في منطقة الظهرة وسط طرابلس وبالقرب منه تقع السفارة الإيطالية إضافة لموقع مشروع فندق إنتركونتيننتال طرابلس